# Багмут Алла Йосипівна
А́лла Йо́сипівна Ба́гмут (нар. 12 травня 1929, Харків — 4 вересня 2008) — українська мовознавиця, славіст, доктор філологічних наук (від 1980). Дочка Йосипа Багмута.

## Життєпис
Закінчила 1952 року Київський університет.
У 1955–1956 викладала в ньому, з 1957 — в Інституті мовознавства ім. О. О. Потебні АН УРСР (у 1972–1977 була завідувачем відділу експериментальної фонетики), з 1991 по 2002 — в Інституті української мови НАН України (завідувач відділу фонетики та інтонології, старший науковий співробітник відділу соціолінгвістики).
З 1997 була на посаді професора кафедри слов'янської філології Київського національного університету.

## Наукова діяльність
Досліджувала проблеми експериментальної фонетики, інтонацію української та інших слов'янських мов, працювала в галузі слов'янської лексикографії, лінгвістичної термінології, порівняльно-історичного вивчення слов'янських мов.
Авторка монографій:
- «Інтонаційна будова простого розповідного речення у слов'янських мовах» (1970),
- «Структура і функціонально-семантичний аспект інтонації простого розповідного речення у слов'янських мовах» (1980),
- «Семантика і інтонація в українській мові» (1990).

Співавторка праць «Вступ до порівняльно-історичного вивчення слов'янських мов» (1966), «Типологія інтонації мовлення» (1977), «Словарь славянской лингвистической терминологии» (Прага, 1977—1979), «Інтонація як засіб мовної комунікації» (1980), «Інтонація спонтанного мовлення» (1985), «Інтонаційна виразність звукового мовлення засобів масової інформації» (1994), «Українсько-чеський словник» (т. 1—2, Прага, 1994—1996), «Сприйняття українського мовлення в умовах шумових завад» (2000).
Під її керівництвом захищено одну докторську (2003) і сім кандидатських дисертацій (1975—2007).
Займалася також упорядкуванням наукових і художніх видань, їхнім редагуванням та перекладом (нім., словацьк., чес.).
У 2009 році в Інституті української мови НАН України відбулися наукові читання, присвячені пам'яті А. Й. Багмут.